# Shanghai Rolex Masters 2017
Shanghai Rolex Masters 2017 — тенісний турнір, що проходив на кортах з твердим покриттям у місті Шанхай, КНР з 9 жовтня. Належав до категорії ATP World Tour Masters 1000.

## Фінальна частина

### Одиночний розряд
Роджер Федерер —  Рафаель Надаль 6–4, 6–3

### Парний розряд
Генрі Контінен /  Джон Пірс (тенісист) —  Лукаш Кубот /  Марсело Мело 6–4, 6–2